# بندیان، پاکستان
بندیان (به انگلیسی: Bindian) یک منطقهٔ مسکونی در پاکستان است که در کشمیر آزاد واقع شده‌است. بندیان ۸۱۰ متر بالاتر از سطح دریا واقع شده‌است.